# Stanisław Mycielski (generał)
Stanisław Mycielski herbu Dołęga (ur. 1735 w Brandenburgii, zm. 14 stycznia 1786 w Berlinie) – polski pisarz, starosta lubiatowski, generał-major wojsk litewskich.

## Życiorys
Był najmłodszym synem Macieja (1690–1747), kasztelana kaliskiego i poznańskiego, oraz Weroniki z Konarzewskich, młodszym bratem Józefa (późniejszego wojewody inowrocławskiego). Kształcił się w pijarskim Collegium Nobilium w Warszawie; jednym z jego wychowawców był Franciszek Bohomolec. Nie uczestniczył aktywnie w życiu politycznym, ale sprawował szereg funkcji – starosty lubiatowskiego, generała-majora wojsk litewskich, posła na sejm z powiatu kcyńskiego (1776). Członek konfederacji Andrzeja Mokronowskiego w 1776 roku. Nie brał udziału w konfederacji barskiej. Był dziedzicem kluczy szubińskiego, turzyńskigo i dłońskiego, przez kilkadziesiąt lat posiadał także pałac w Warszawie, który przez pewien czas dzierżawił posłowi szwedzkiemu.
Bardziej znany był jako pisarz. W wieku kilkunastu lat zadebiutował jako autor dramatu opartego na motywach biblijnych Józef patriarcha, wystawionego 19 marca 1756 w Nieświeżu na dworze szwagra, wojewody wileńskiego i hetmana Michała Hieronima Radziwiłła; wśród wykonawców była siostra młodego twórcy, żona hetmana Anna. W kolejnych latach Mycielski pisał na łamach „Monitora” Bohomolca, oraz wystawił kilka komedii. Junak 5 kwietnia 1769 zainaugurował działalność teatru przy Szkole Rycerskiej, a rok później ukazał się w Warszawie drukiem (drugie wydanie w 1774). Ponadto znane są komedie Mycielskiego Staropolski i Bałamut modny (przypisywana niekiedy mylnie Franciszkowi Zabłockiemu).
Od 1759 był żonaty z Konstancją z Jabłonowskich (1734–1792), córką Dymitra Hipolita. Syn Dymitr (1771–1787) zmarł w dzieciństwie.